# Grammadera chapadensis
Grammadera chapadensis é uma espécie de inseto, que foi descrita pela primeira vez por Bruner, L., em 1915. Grammadera chapadensis pertence ao gênero Grammadera e à família Tettigoniidae. É encontrada na América do Sul, mais especificamente, no estado de Mato Grosso, no Brasil.